# Coronakirkbyidae
De Coronakirkbyidae zijn een familie van uitgestorven kreeftachtigen uit de klasse van de Ostracoda (mosselkreeftjes).

## Geslacht
- Tubulikirkbya Kozur, 1985 †